# Võiste
Võiste är en småköping (estniska: alevik) i Tahkuranna kommun i landskapet Pärnumaa i Estland. Den ligger i den sydvästra delen av landet, 110 km söder om huvudstaden Tallinn. Antalet invånare i december 2011 var 462.

## Geografi
Runt Võiste är det glesbefolkat, med 15 invånare per kvadratkilometer. Võiste ligger utmed Pärnuvikens strand, söder om kommunens administrativa centrum Uulu. Närmaste stad är Pärnu, 9 km söder om Võiste. Omgivningarna runt Võiste är en mosaik av jordbruksmark och naturlig växtlighet.